# Arundinaria gigantea
L'Arundinaria gigantea (en anglès giant cane, switch cane o river cane) és una espècie de bambú, del gènere Arundinaria de la família de les poàcies, ordre de les poals, subclasse de les commelínides, classe de les liliòpsides, divisió dels magnoliofitins.
És una espècie nativa dels Estats Units; antigament molt difosa arreu del sud-oest del país, entre Ohio, Maryland i Florida, l'activitat agrícola l'ha feta disminuir molt.
Encara que pot ultrapassar els 10 metres d'alçada, de mitjana només en fa sis. De tipus perenne, les flors són hermafrodites i pol·linitzades pel vent; floreix amb intervals de molts anys. Creix en terrenys moderadament humits.
Arundinaria gigantea ha estat emprada històricament pels indis americans per a fer flautes, especialment en tribus de les Planes Occidentals com els cherokees. Antigament hom les trobava des dels estats de la Costa Est fins a Oklahoma. També s'ha utilitzat en cistelleria.